# Indianapolis Tennis Championships 1998 - Qualificazioni singolare
Le qualificazioni del singolare  dell'Indianapolis Tennis Championships 1998 sono state un torneo di tennis preliminare per accedere alla fase finale della manifestazione. I vincitori dell'ultimo turno sono entrati di diritto nel tabellone principale. In caso di ritiro di uno o più giocatori aventi diritto a questi sono subentrati i lucky loser, ossia i giocatori che hanno perso nell'ultimo turno ma che avevano una classifica più alta rispetto agli altri partecipanti che avevano comunque perso nel turno finale.
Le qualificazioni del torneo Indianapolis Tennis Championships 1998 prevedevano 28 partecipanti di cui 7 sono entrati nel tabellone principale.

## Teste di serie
1. Laurence Tieleman (Qualificato)
2. Tuomas Ketola (ultimo turno)
3. Michael Sell (Qualificato)
4. Wolfgang Schranz (primo turno)
5. Vladimir Volčkov (ultimo turno)
6. Mark Draper (primo turno)
7. Bernd Karbacher (Qualificato)

1. Oscar Burrieza-Lopez (ultimo turno)
2. David Nainkin (ultimo turno)
3. Paul Goldstein (Qualificato)
4. Doug Flach (ultimo turno)
5. Sandon Stolle (primo turno)
6. Wade McGuire (Qualificato)
7. Mike Bryan (primo turno)

## Qualificati
1. Laurence Tieleman
2. Wade McGuire
3. Michael Sell
4. Ben Ellwood

1. Paul Goldstein
2. Mark Merklein
3. Bernd Karbacher

## Tabellone

### Legenda
| - Q = Qualificato - WC = Wild card - LL = Lucky loser | - ALT = Alternate - SE = Special Exempt - PR = Protected Ranking | - w/o = Walkover - r = Ritirato - d = Squalificato |

### Sezione 1
|  | Primo turno | Primo turno       | Primo turno | Primo turno | Primo turno |  |  | Ultimo turno | Ultimo turno      | Ultimo turno      | Ultimo turno | Ultimo turno |  |
|  |             |                   |             |             |             |  |  |              |                   |                   |              |              |  |
|  | 1           | Laurence Tieleman | 6           | 6           | 6           |  |  |              |                   |                   |              |              |  |
|  |             | Donald Johnson    | 7           | 4           | 4           |  |  | 1            | Laurence Tieleman | Laurence Tieleman | 6            | 6            |  |
|  |             | Wynn Criswell     | 4           | 7           | 6           |  |  |              | Wynn Criswell     | Wynn Criswell     | 2            | 3            |  |
|  | 12          | Sandon Stolle     | 6           | 6           | 2           |  |  |              |                   |                   |              |              |  |

### Sezione 2
|  | Primo turno | Primo turno   | Primo turno   | Primo turno | Primo turno |  |  | Ultimo turno | Ultimo turno  | Ultimo turno | Ultimo turno | Ultimo turno |  |
|  |             |               |               |             |             |  |  |              |               |              |              |              |  |
|  | 2           | Tuomas Ketola | Tuomas Ketola | 7           | 6           |  |  |              |               |              |              |              |  |
|  |             | Miguel Dungo  | Miguel Dungo  | 5           | 2           |  |  | 2            | Tuomas Ketola | 2            | 6            | 5            |  |
|  | 13          | Wade McGuire  | Wade McGuire  | 6           | 6           |  |  | 13           | Wade McGuire  | 6            | 4            | 7            |  |
|  |             | David Witt    | David Witt    | 3           | 2           |  |  |              |               |              |              |              |  |

### Sezione 3
|  | Primo turno | Primo turno   | Primo turno | Primo turno | Primo turno |  |  | Ultimo turno | Ultimo turno | Ultimo turno | Ultimo turno | Ultimo turno |  |
|  |             |               |             |             |             |  |  |              |              |              |              |              |  |
|  | 3           | Michael Sell  | 6           | 2           | 7           |  |  |              |              |              |              |              |  |
|  |             | David DiLucia | 3           | 6           | 5           |  |  | 3            | Michael Sell | Michael Sell | 6            | 6            |  |
|  |             | Mike Bryan    | 7           | 3           | 6           |  |  |              | Mike Bryan   | Mike Bryan   | 2            | 3            |  |
|  | 14          | Nir Welgreen  | 6           | 6           | 0           |  |  |              |              |              |              |              |  |

### Sezione 4
|  | Primo turno | Primo turno      | Primo turno      | Primo turno | Primo turno |  |  | Ultimo turno | Ultimo turno | Ultimo turno | Ultimo turno | Ultimo turno |  |
|  |             |                  |                  |             |             |  |  |              |              |              |              |              |  |
|  |             | Ben Ellwood      | Ben Ellwood      | 6           | 6           |  |  |              |              |              |              |              |  |
|  | 4           | Wolfgang Schranz | Wolfgang Schranz | 2           | 0           |  |  |              | Ben Ellwood  | 4            | 6            | 6            |  |
|  | 11          | Doug Flach       | 3                | 6           | 6           |  |  | 11           | Doug Flach   | 6            | 3            | 2            |  |
|  |             | Jim Thomas       | 6                | 4           | 2           |  |  |              |              |              |              |              |  |

### Sezione 5
|  | Primo turno | Primo turno      | Primo turno      | Primo turno | Primo turno |  |  | Ultimo turno | Ultimo turno     | Ultimo turno     | Ultimo turno | Ultimo turno |  |
|  |             |                  |                  |             |             |  |  |              |                  |                  |              |              |  |
|  | 5           | Vladimir Volčkov | Vladimir Volčkov | 6           | 6           |  |  |              |                  |                  |              |              |  |
|  |             | Kevin Ullyett    | Kevin Ullyett    | 2           | 2           |  |  | 5            | Vladimir Volčkov | Vladimir Volčkov | 3            | 2            |  |
|  | 10          | Paul Goldstein   | Paul Goldstein   | 6           | 6           |  |  | 10           | Paul Goldstein   | Paul Goldstein   | 6            | 6            |  |
|  |             | Toby Mitchell    | Toby Mitchell    | 0           | 1           |  |  |              |                  |                  |              |              |  |

### Sezione 6
|  | Primo turno | Primo turno   | Primo turno   | Primo turno | Primo turno |  |  | Ultimo turno | Ultimo turno  | Ultimo turno | Ultimo turno | Ultimo turno |  |
|  |             |               |               |             |             |  |  |              |               |              |              |              |  |
|  |             | Mark Merklein | Mark Merklein | 7           | 7           |  |  |              |               |              |              |              |  |
|  | 6           | Mark Draper   | Mark Draper   | 6           | 5           |  |  |              | Mark Merklein | 6            | 3            | 6            |  |
|  | 9           | David Nainkin | David Nainkin | 6           | 6           |  |  | 9            | David Nainkin | 4            | 6            | 3            |  |
|  |             | Louis Vosloo  | Louis Vosloo  | 2           | 4           |  |  |              |               |              |              |              |  |

### Sezione 7
|  | Primo turno | Primo turno          | Primo turno     | Primo turno | Primo turno |  |  | Ultimo turno | Ultimo turno         | Ultimo turno         | Ultimo turno | Ultimo turno |  |
|  |             |                      |                 |             |             |  |  |              |                      |                      |              |              |  |
|  | 7           | Bernd Karbacher      | Bernd Karbacher | 6           | 7           |  |  |              |                      |                      |              |              |  |
|  |             | James Sekulov        | James Sekulov   | 3           | 5           |  |  | 7            | Bernd Karbacher      | Bernd Karbacher      | 7            | 6            |  |
|  | 8           | Oscar Burrieza-Lopez | 7               | 3           | 7           |  |  | 8            | Oscar Burrieza-Lopez | Oscar Burrieza-Lopez | 6            | 2            |  |
|  |             | Nicklas Kulti        | 5               | 6           | 5           |  |  |              |                      |                      |              |              |  |